# Jornivka, Kiev-Sveatoșîn
Jornivka (în ucraineană Жорнівка) este un sat în comuna Kneajîci din raionul Kiev-Sveatoșîn, regiunea Kiev, Ucraina.

## Demografie
Componența lingvistică a localității Jornivka
     Ucraineană (98,26%)
     Rusă (1,22%)
     Alte limbi (0,52%)
Conform recensământului din 2001, majoritatea populației localității Jornivka era vorbitoare de ucraineană (98,26%), existând în minoritate și vorbitori de rusă (1,22%).